# Памятник Полежаеву (Саранск)
Памятник Полежаеву  установлен в городе Саранск в центре города на перекрестке улиц Пролетарская и Полежаева, в 1967 году, отдает дань памяти поэту, родившемуся в Мордовии. Автором проекта выступили скульпторы М. И. Кожина и В. П. Бублев.
Памятник отлит из цветного металла.

## Описание
Александр Иванович Полежаев родился в 1805 году в селе Рузаевка (ныне город в Мордовии). Раннее детство провёл в Саранске. Именем поэта названа одна из центральных улиц города.

### Композиция
В скульптурной композиции революционер-демократ Александр Иванович изображён в полный рост с шинелью, накинутой на плечо; в правой руке поэт держит книгу. Возвышается скульптура на высоком гранитном постаменте квадратной формы в поперечнике.

### Прообраз
Александр Иванович Полежаев — русский поэт и переводчик; за свое творчество, критикующее царскую власть, был отправлен унтер-офицером в армию по личному приказу Николая I. Армию он не любил и неоднократно самовольно покидал полк; подвергался телесному наказанию. В 1838 г. он умер в возрасте 33 лет.

## Интересные факты
Во времена СССР памятники Полежаеву были установлены во многих городах страны.